# Hugo l’Aleman († vor 1241)
Hugo l’Aleman († vor 26. März 1241) war ein Adliger im Kreuzfahrer-Königreich Jerusalem.
Er war ein Sohn des Werner von Egisheim und dessen Gattin Pavia Embriaco von Gibelet. Sein Vater war ein deutscher Kreuzritter, der im französischsprachigen Königreich Jerusalem Karriere machte und dort Garnier l’Aleman („Werner der Deutsche“) genannt wurde. Nach ihm erhielten auch dessen Nachkommen den Beinamen „l’Aleman“. Sein Bruder Johann stieg durch Ehe zum Herrn von Caesarea auf.
Er heiratete Isabella († nach 1260), Tochter des Daniel I. von Adelon. Mit ihr hatte er eine Tochter, die Johann von Gibelet († 1282), Sohn des Heinrich I. Embriaco von Gibelet heiratete.
In einer Stiftungsurkunde vom 26. März 1241 wird Isabella als Hugos Witwe bezeichnet, zu diesem Zeitpunkt war er also bereits gestorben.